# Satoshi Taira
Satoshi Taira (平 聡 Taira Satoshi?), född 16 juli 1970 i Iwate prefektur, är en japansk före detta fotbollsspelare.
Taira började sin karriär 1993 i Tohoku Electric Power (Vegalta Sendai). 2000 flyttade han till Morioka Zebra. Efter Morioka Zebra spelade han för Nippon Steel Kamaishi. Han avslutade karriären 2004.